# Plano Cavallo

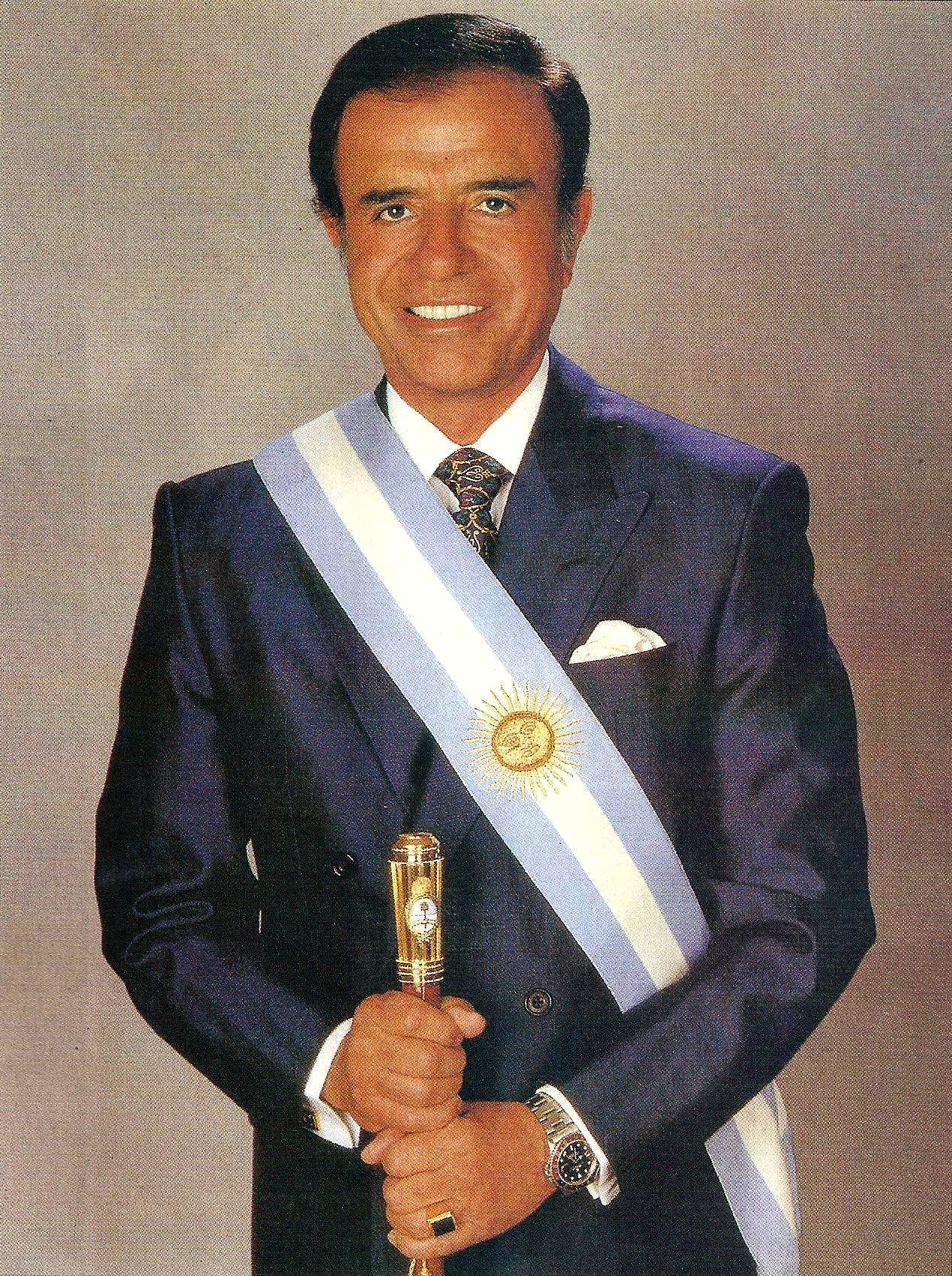
O presidente que instituiu o plano, Carlos Saúl Menem.

O Plano Cavallo, efetuado pela lei de conversibilidade, foi um pacote econômico de estabilização monetária na Argentina, coordenado pelo ministro da Economia Domingo Cavallo. O principal objetivo do plano era o combate à inflação. Para tal, o Congresso da Argentina aprovou uma lei em 22 de março de 1991, proposta pelo Poder Executivo, cujo efeito era o de fixar a taxa de câmbio da moeda do país, o austral, em relação ao dólar, à razão de 1:1. A lei também determinava que o país adotasse o peso conversível no ano seguinte, com uma taxa de conversão de dez mil austrais para cada peso. Essas medidas efetivamente promoveram a dolarização da economia. Com a taxa de câmbio fixa, quaisquer aumentos de preços dos produtos nacionais poderiam levar à perda de mercado para concorrentes importados. Além disso, o próprio dólar americano era aceito como moeda no país, paralelamente e com o mesmo valor do peso.
O peso conversível começou a circular em 1 de janeiro de 1992. Com a crise econômica da Argentina, o peso conversível perdeu a paridade fixa para o dólar em 2002, além de mudar de nome, passando a se chamar simplesmente peso. 